# Stazione di Milano Porta Vittoria
Stazione di Milano Porta Vittoria vasútállomás Olaszországban, Lombardia régióban, Milánó településen.

## Vasútvonalak
Az állomást az alábbi vasútvonalak érintik:
- Milánó Passante-vasútvonal

## Kapcsolódó állomások
A vasútállomáshoz az alábbi állomások vannak a legközelebb:
- Stazione di Milano Dateo (Stazione di Milano Nord Bovisa, Stazione di Milano Certosa)
- Stazione di Milano Forlanini (Stazione di Milano Forlanini)
- Stazione di Milano Rogoredo (Stazione di Milano Rogoredo)